# Đồng(II) phosphat
Đồng(II) phosphat là một hợp chất vô cơ có công thức hóa học Cu3(PO4)2. Chúng được coi là muối đồng(II) của axit photphoric. Đồng(II) phosphat khan là chất rắn màu xanh dương. Nó được tạo ra bằng phản ứng ở nhiệt độ cao giữa amoni biphosphat và đồng(II) oxit.
2(NH4)2HPO4 + 3CuO → Cu3(PO4)2 + 3H2O + 4NH3

## Cấu trúc
Về cấu trúc, đồng(II) phosphat là polyme phối trí, là điển hình cho hầu hết các phosphat kim loại. Tâm phosphat có dạng tứ diện. Trong muối khan, các tâm đồng có số phối hợp 5. Trong monohydrat, đồng có dạng hình học 6-, 5- và 4- tọa độ.

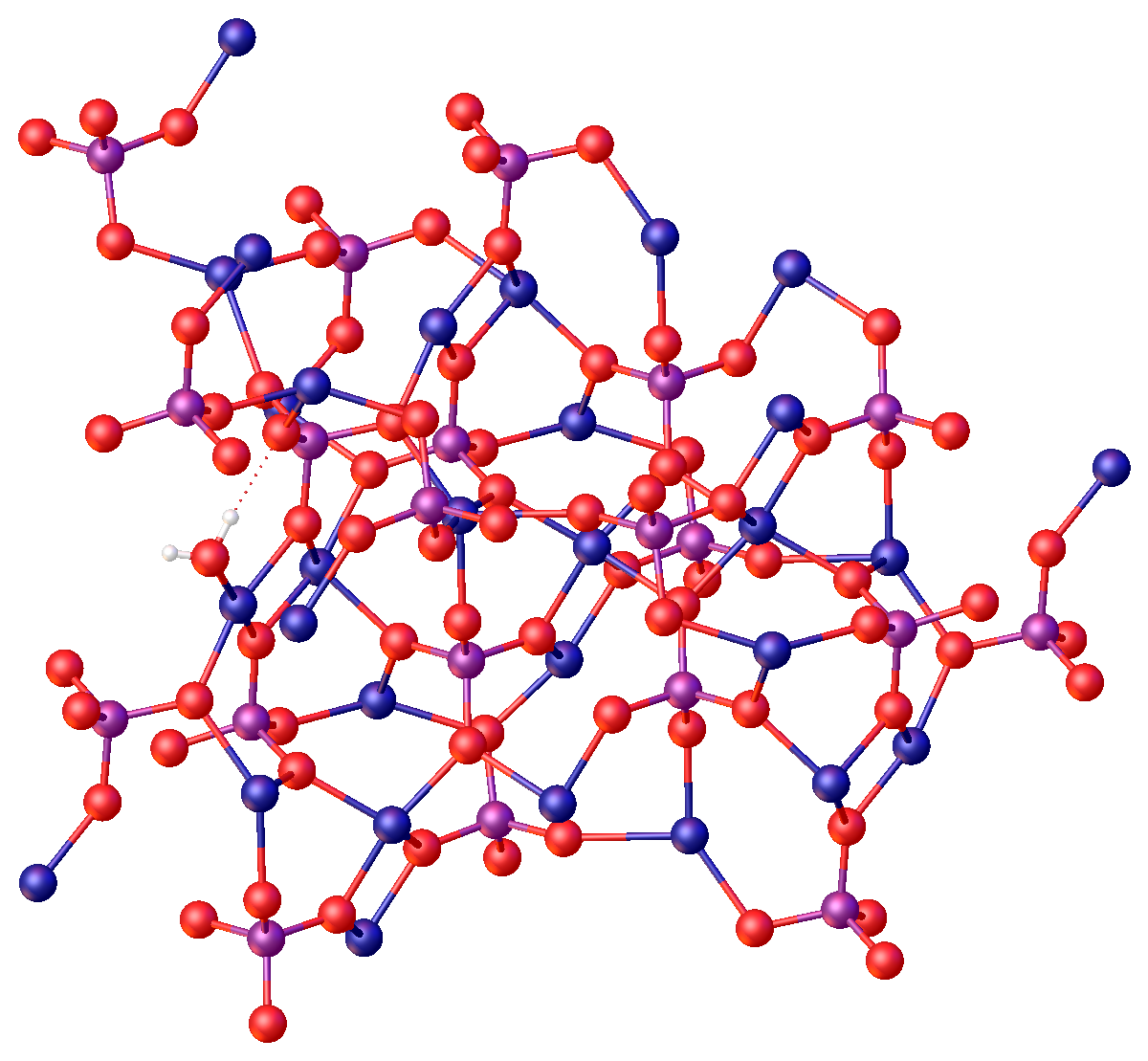
Cấu trúc của Cu_{3}(PO_{4})_{2}(H_{2}O)

## Khoáng vật
Nó tương đối phổ biến và  được tìm thấy dưới dạng muối kiềm Cu2PO4OH, có màu xanh lục và xuất hiện tự nhiên dưới dạng khoáng chất libethenit. Pseudomalachit, Cu5(PO4)2(OH)4, là loại đồng(II) phosphat phổ biến nhất trong tự nhiên, có màu từ lục lam đến lục đậm, đặc trưng cho một số vùng oxy hóa của các mỏ quặng đồng. Cornetit, ludjibait, pseudolibethenit, reichenbachit cũng là các khoáng vật chứa muối kiềm của đồng(II) phosphat.

## Muối kiềm
Các muối kiềm ở trên đều xuất hiện trong tự nhiên. Các công thức hóa học của chúng còn có thể được viết thành xCu(OH)2·yCu3(PO4)2. Cụ thể:
- Cu2PO4OH: x = 1, y = 1;
- Cu5(PO4)2(OH)4: x = 2, y = 1;
- Cu3PO4(OH)3: x = 3, y = 1.

## Hợp chất khác
Cu3(PO4)2 còn tạo một số hợp chất với NH3, như Cu3(PO4)2·4NH3 là tinh thể lục lam. Cu3(PO4)2·6NH3 cũng được cho là tồn tại, nhưng chỉ được biết đến trong dung dịch màu xanh dương đậm.
Cu3(PO4)2 có thể tác dụng với CO(NH2)2 ở 85 °C (185 °F; 358 K), tạo ra Cu3(PO4)2·4CO(NH2)2 là tinh thể màu dương.